# Linxe
Linxe (Gaskognisch Linça) ist eine französische Gemeinde mit 1550 Einwohnern (Stand: 1. Januar 2022) im Département Landes in der Region Nouvelle-Aquitaine. Sie gehört zum Arrondissement Dax und zum Kanton Côte d’Argent. Linxe ist Mitglied im Gemeindeverband Côte Landes Nature.
Der Name Linxe leitet sich vom lateinischen Wort Lintea ab (der Ort, an dem der Flachs wächst).

## Geographie
Die Gemeinde liegt rund 130 Kilometer südlich von Bordeaux, 80 Kilometer nördlich von Biarritz und 30 Kilometer nordwestlich von Dax. Die Entfernung zur Atlantikküste am Golf von Biskaya beträgt elf Kilometer.
Durch das Dorf fließt der Binaou, ein Bach, der in den Étang de Léon mündet.
Nachbargemeinden sind Lit-et-Mixe im Norden, Lévignacq im Nordosten, Lesperon im Osten, Castets im Südosten, Saint-Michel-Escalus im Süden und Vielle-Saint-Girons im Westen.

## Bevölkerungsentwicklung
| Jahr      | 1962 | 1968 | 1975 | 1982 | 1990 | 1999 | 2008 | 2018 |
| Einwohner | 1065 | 1090 | 1042 | 962  | 980  | 1056 | 1198 | 1490 |

## Liste der Bürgermeister

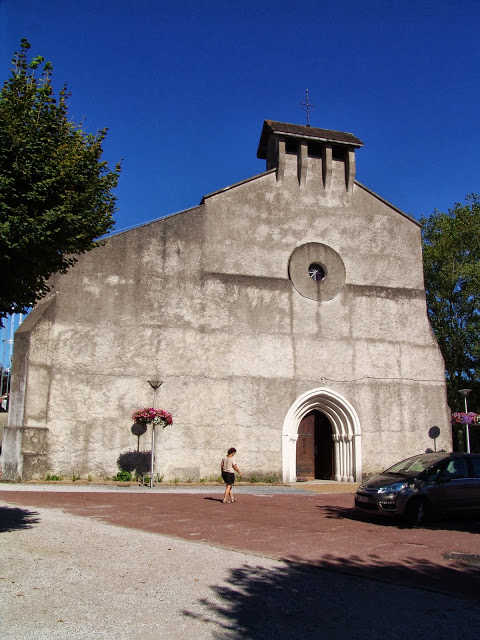
Kirche Saint-Martin

| von       | bis      | Name              | Partei    | Beruf        |
| März 2001 | 2004     | Jean-Marie Bergez | PS        |              |
| März 2004 | Mai 2020 | Albert Tonneau    | PS        | Im Ruhestand |
| Mai 2020  | laufend  | Thierry Galléa    | Parteilos |              |

## Wirtschaft
2,9 % der Gemeindefläche (238 ha) werden landwirtschaftlich genutzt. Davon dienen 139 ha dem Maisanbau. Kiefernwald bedeckt 88 % der Gemeindefläche. Die Holzwirtschaft und die Holzverarbeitung bieten die meisten Arbeitsplätze. 
 Im Darbo Werk wurden Spanplatten hergestellt. Die Firma befand sich im Eigentum der Deutsch-Schweizer Gruppe Gramax Capital AG, die das Werk im Juli 2015 vom portugiesischen Unternehmens Sonae Indústria übernommen hat. Das Werk hat 2017 Insolvenz beantragt und wurde geschlossen.
Eine wichtige Rolle in der lokalen Wirtschaft spielt der Tourismus (Campingplätze, Einkaufsmöglichkeiten). In diesem Bereich werden hauptsächlich Saisonarbeitsplätze angeboten.